# Cinzano
Cinzano (Cinsan in piemontese) è un comune italiano di 338 abitanti della città metropolitana di Torino in Piemonte.

## Storia

### Simboli
Lo stemma e il gonfalone del comune di Cinzano sono stati concessi con decreto del presidente della Repubblica del 30 ottobre 2008.
Il gonfalone è un drappo di azzurro.

## Monumenti e luoghi d'interesse
- Chiesa parrocchiale di Sant'Antonio Abate
- Castello di Cinzano
- Belvedere panoramico in Piazza S. Antonio

## Società

### Evoluzione demografica
Abitanti censiti

## Amministrazione

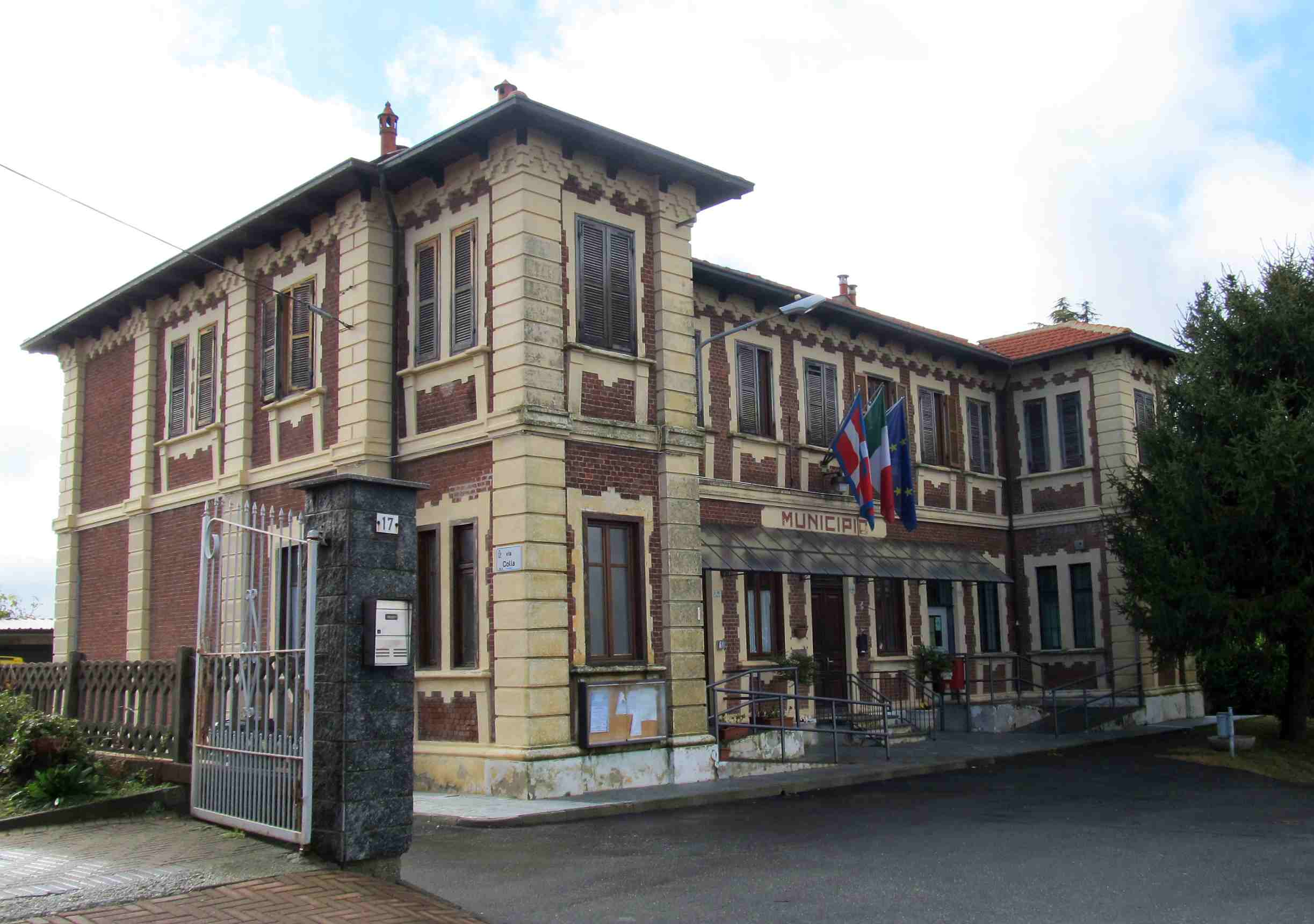
Il municipio

| Periodo | Periodo | Primo cittadino   | Partito      | Carica  | Note            |
| ------- | ------- | ----------------- | ------------ | ------- | --------------- |
| 2004    | 2009    | Federico Peci     | lista civica | Sindaco |                 |
| 2009    | 2019    | Delfino Casalegno | lista civica | Sindaco | Secondo mandato |
| 2019    | 2024    | Emilio Longo      | lista civica | Sindaco |                 |

## Sport
A Cinzano esiste una squadra di calcio a 5, l'ASD Cinzano, iscritta nel 2003 al campionato CSI.
 
Nella stagione 2008-2009 la formazione cinzanese per la prima volta si è iscritta in Serie D FIGC, mentre attualmente l'ASD Cinzano gioca in Serie C2 piemontese.